# 라베니체 마치에비뉴
라베니체 마치 에비뉴(Laveniche March Avenue)는 경기도 김포시 한강신도시의 인공 수로인 금빛수로 주변의 전체 총 26개 필지 3만 3,000m2 규모의 수변상업용지에 베네치아를 모티브로 조성된 테마형 캐널 스트리트 (분양형) 상업시설이다. 이를 시행하고 있는(주)알토란은 한국토지주택공사(LH)에서 전체 수변 상업용지를 일괄낙찰 받아 무분별한 개발을 미연에 방지, 분양형 상업시설로서는 최초로 초기에 전체 마스터플랜을 진행하였다.